# Rhin (dieu fleuve)

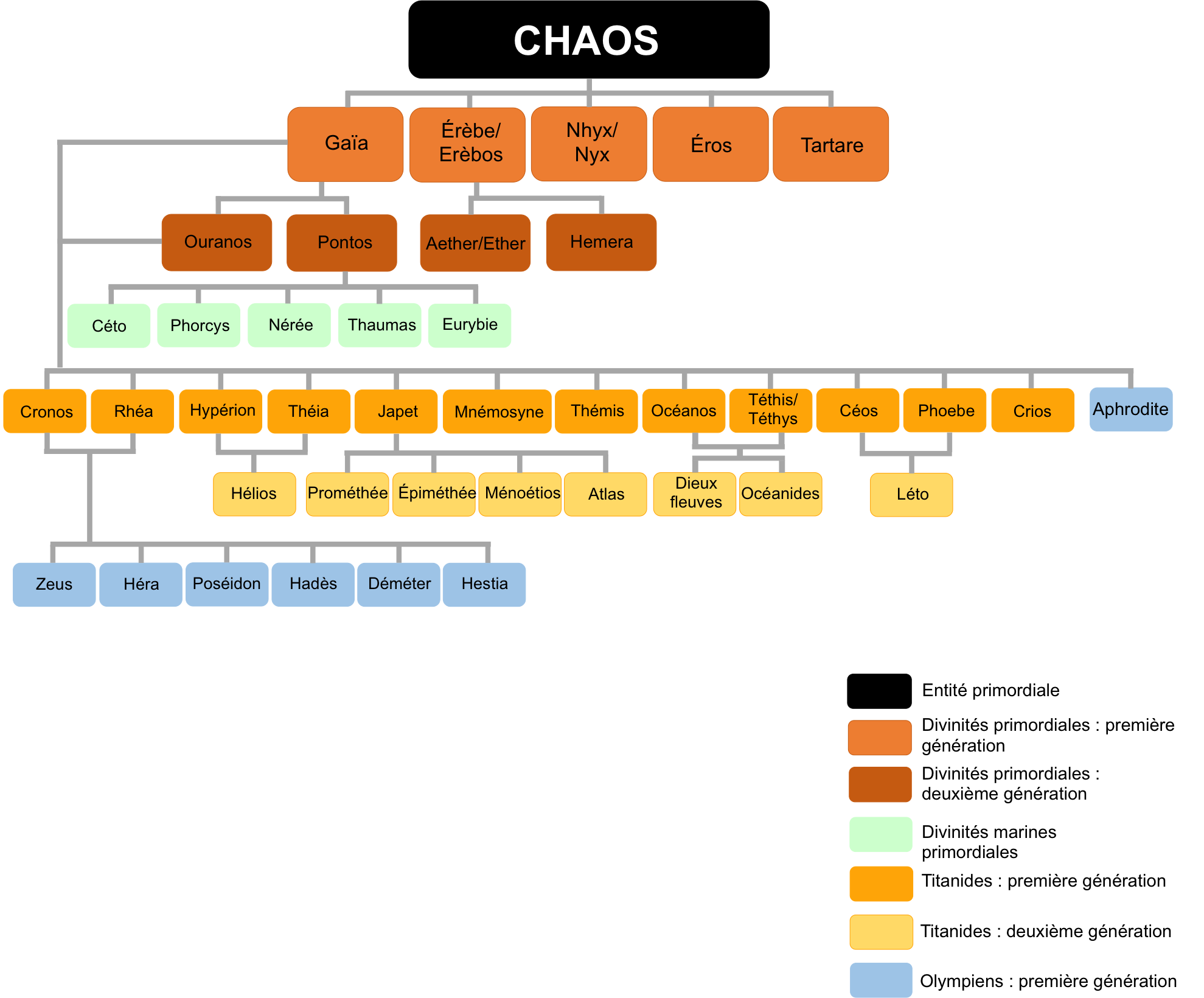
Les dieux-fleuves (potamoi) font partie des Titans de seconde génération.

Rhin ou Rhinos (du grec ancien, 'Ρήνος / Rhẽnos , latin Rhenus) ou peut-être Eridanos (grec Ἠριδανός, Ēridanós, latin Eridanus) est dans la mythologie grecque, un des 3000 dieux-fleuves (ποταμοι / Potamoi), Il est fils des titans Océan et Téthys.
Hésiode, le poète grec de l'Antiquité, mentionne une partie des frères Potomoi dans sa Théogonie,.

## Une personnification confuse
Si certaines sources attribuent Rhinos, par évidence étymologique, au Rhin, le fleuve qui parcourt l'ouest européen de la Suisse aux Pays-Bas en passant par l'Allemagne et la France, d'autres voient  dans Rhinos la personnification d'un courant d'eau de la péninsule ibérique et identifient le Rhin à Eridanos, autre dieu fleuve, d'abord qualifié d'hyperboréen puis identifié plus tard au fleuve germain. Pour ajouter à la confusion, il est à noter que Eridanos est aussi le nom que le grec classique donne au fleuve nord-italien Pô.

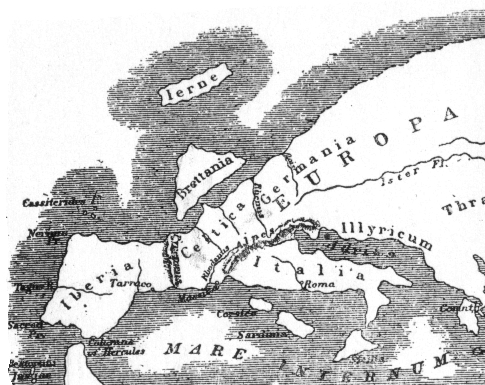
L'Europe selon Strabon

L'auteur Nonnos de Panopolis  parle de 'Ρήνος Ίβηρ, Rhin ibère ; ibère étant aussi, pour les peuples de l'Antiquité, un ethnonyme également attribué aux habitants de la région caucasienne, dont l'actuelle Géorgie...
En l'absence de textes proposant une géographie explicite, il est possible de se tourner vers la linguistique. Ἴβηρ, iber; mentionné par Nonnos de Panopolis; est un nom donné par les Grecs de l'Antiquité à... un fleuve, situé dans le nord de la future Hispanie et nommé à la période romaine iberus flumen, qui deviendra l'Èbre en français et qui, par métonymie, donnera aussi son nom à la péninsule entière dite ibérique. L'étude étymologique voit dans cet  Ίβηρ grec l'évolution linguistique d'un vocable indo-européen, *PiHwerjoHn (« piouèryon »), qui signifierait « fertile » . Dès lors, on peut s'interroger de la nature géographique mais plutôt la nature de ce fleuve, autrement dit : ce fameux Rhin ibérique, 'Ρήνος Ίβηρ, s'agit-il d'un fleuve localisé en Ibérie, comme le traduit le Comte de Marcellus, ou bien faut-il y voir, à l'instar du Nil, un fleuve qualifié de fertile ?